# Carmine Pecorelli
Carmine „Mino“ Pecorelli (* 14. September 1928 in Sessano del Molise; † 20. März 1979 in Rom) war ein italienischer investigativer Journalist, der knapp ein Jahr nach der Entführung des italienischen Spitzenpolitikers Aldo Moro ermordet wurde. Pecorelli, der über sehr gute Kontakte zu Geheimdiensten verfügte, hatte umfangreich zur Entführung und Ermordung Moros publiziert.

## Leben
Pecorelli diplomierte sich in Rechtswissenschaften und arbeitete als Rechtsanwalt. 1962 leitete er im Ministerium für Öffentliche Arbeiten unter Fiorentino Sullo die Presseabteilung und kam so zum Journalismus. Er gründete die Presseagentur Osservatorio Politico (OP), die einige politische Skandale aufdeckte; Pecorelli veröffentlichte Nachrichten für Nachrichtendienste. Der später ermordete Polizeigeneral Carlo Alberto Dalla Chiesa wurde in den Berichten von Pecorelli unter der Bezeichnung Amen geführt. Laut Pecorelli soll Amen es gewesen sein, der Innenminister Francesco Cossiga vom Auffinden der Höhle, in der Moro während seiner Entführung festgehalten wurde, berichtet habe. Nach Aldo Moros Ermordung veröffentlichte Pecorelli Moros Briefe an seine Familie. In einem kryptisch formulierten Artikel stellte Pecorelli im Mai 1978 eine Verbindung von Aldo Moros Ermordung mit einer damals noch unbekannten Geheimorganisation Gladio her.
Pecorelli veröffentlichte im September 1978 zudem eine Liste von vatikanischen Geistlichen, die zur Loge Propaganda Due gehören sollen. Unter den Genannten befanden sich u. a. die Kurienkardinäle Jean-Marie Villot, Sebastiano Baggio und Ugo Poletti. Pecorelli war selbst Mitglied der Geheimloge.

## Thesen zur Moro-Ermordung
Pecorelli schrieb in einem Artikel, dass die Entführung und Ermordung Moros von einer lucido superpotere (Leuchtende Superkraft) initiiert worden sei. Seiner Auffassung nach habe die Tat der „Logik der Konferenz von Jalta“ entsprochen, auf der am Ende des Zweiten Weltkriegs die Aufteilung Europas in die zwei Einflusssphären der USA und der Sowjetunion vorbereitet wurde. Diese Aussage wird so interpretiert, dass Pecorelli Moros Tod als Folge des von diesem geplanten „Historischen Kompromisses“ mit den Kommunisten ansah.

## Ermordung
Mino Pecorelli wurde im Prati-Viertel in Rom durch vier Pistolenschüsse mit Munition der Marke Jules Gévelot ermordet.
Die Ermittlungen richteten sich gegen Massimo Carminati, ein Mitglied der rechtsextremen Nuclei Armati Rivoluzionari, den Chef der Geheimloge Propaganda Due, Licio Gelli, Colonel Antonio Viezzer, Leiter des Militärgeheimdiensts Servizio Informazioni Difesa, sowie gegen Cristiano und Valerio Fioravanti, letzterer später rechtskräftig verurteilt für den Bombenanschlag von Bologna 1980.
Am 6. April 1993 sagte der Mafia-Aussteiger Tommaso Buscetta in Palermo vor einem Richter aus, sein Chef Gaetano Badalamenti habe ihm mitgeteilt, dass Pecorelli im Zusammenhang mit Interessen von Giulio Andreotti ermordet worden war. Buscetta bezeugte, dass ihm Badalamenti gesagt hatte, dass die „Cousins“ (Mafia-Jargon für Bandenmitglieder) von Antonio Salvo den Auftragsmord als einen Gefallen für Andreotti ausgeführt hatten. Andreotti habe befürchtet, dass Pecorelli Informationen über ihn veröffentlichen würde, die seine politische Laufbahn hätten beenden können.
1999 wurden Andreotti, Claudio Vitalone, Gaetano Badalamenti, Giuseppe Calò, Massimo Carminati und Michelangelo La Barbera von einem Gericht in Perugia freigesprochen.
Am 17. November 2002 wurden Andreotti, Badalamenti und Carminati in zweiter Instanz zu je 24 Jahren Haft für die Ermordung von Pecorelli verurteilt. Das Urteil wurde am 30. Oktober 2003 in der Berufungsverhandlung durch das Oberste Kassationsgericht wieder aufgehoben.